# 巴基斯坦历史
巴基斯坦历史悠久，是世界上最早出现文明的地区之一。而今天巴基斯坦境内的印度河是南亚文明的發源地。

## 南亚次大陆的地理背景
地理上的印度次大陆在西北部、北部和东北部以高大的山脉（兴都库什山脉和喜马拉雅山脉）为界，其余部分面向印度洋。除了南印度的一些国家以外，印度人在历史上并不十分关注海洋，欧洲人到来前的海洋不是印度政治史中的重要因素。次大陆与外界的交往传统上是通过陆路，尤其是西北部兴都库什山脉的那些山口（开伯尔山口，古马尔山口和博伦山口）。外族入侵者进入印度通常取道这些山口，亚历山大大帝、巴卑尔和艾哈迈德沙阿·阿卜达利都是如此，雅利安人本身可能亦如是。
地理上属于伊朗高原的阿富汗和俾路支，在政治和历史上与印度有着密切联系。孔雀王朝和后来很多外族征服者建立的印度王朝，其领土都包含阿富汗；德里苏丹国主要是阿富汗人统治的国家。直到今日，巴基斯坦的疆域仍然包括地理上位于次大陆范围之外的俾路支省。

## 史前文化

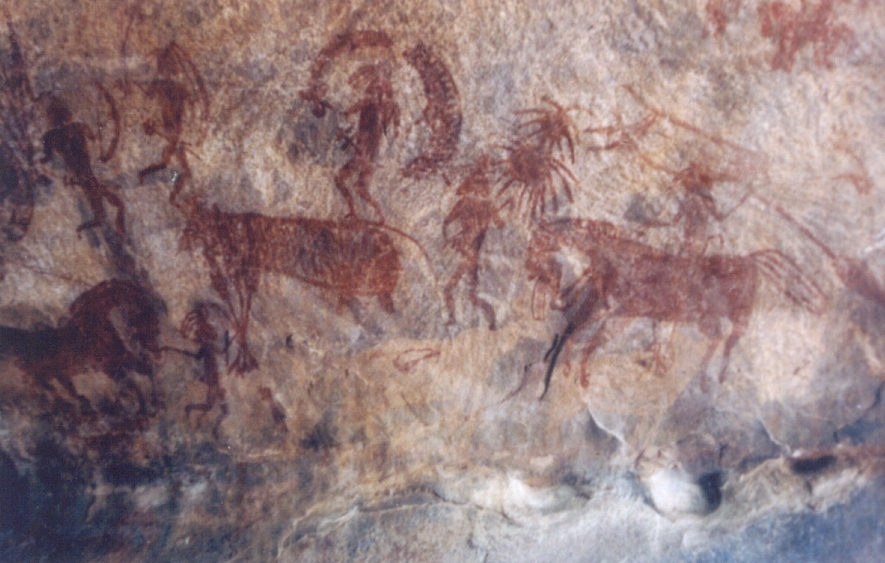
比莫貝特卡石窟的壁畫

在19世纪以前，由于史料的匮乏，人们对于印度的史前史几乎一无所知。20世纪的一些重大考古发现改变了这种情况。过去对于印度的历史即为雅利安人之历史的误解，随着印度河流域文明的发现已被完全否定；雅利安人的到来，已不再被认为是印度文明的开端。考古研究表明，印度在旧石器时代即已成为人类的定居之所。到雅利安人入侵时，已有许多民族定居于印度，这些居民的成分复杂；他们之中的一些人拥有高度发达的文化。关于这些古代居民，只有吠陀文献和早期的泰米尔文献保留了一些模糊的记载，其它情况完全依赖于考古学。

### 旧石器时代
梭安文化分布于印度河河谷及其支流梭安河，中心位于拉瓦尔品第（现属巴基斯坦）一带。

## 古代史

### 吠陀文化

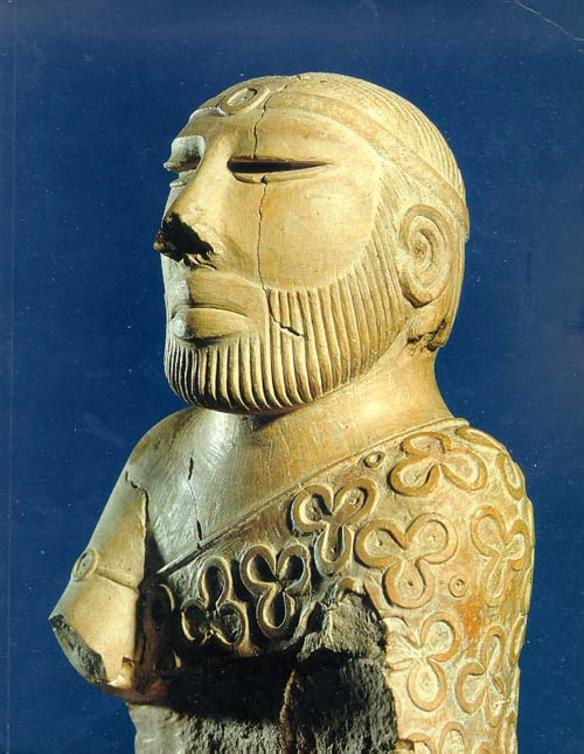
祭司國王像，出自印度河流域文明

公元前第三千纪的印度河流域文明，通常以其代表遗址所在地哈拉帕（在西旁遮普）命名，称为哈拉帕文化。哈拉帕文化是一个分布范围非常广大的文明，在时间上大致与古代两河流域文化及古埃及文化同时。这一文化在达到相当发达和成熟的情况下，由于至今不明的原因而衰落以至最终彻底消失。取代哈拉帕文化的是由西北方进入印度的雅利安人带来的新文化体系，这一文化（有时以其圣典的名字称为吠陀文化）是古典印度文化的起源。早期吠陀时代的历史几乎完全无从考查；梨俱吠陀描述这一时期雅利安人的主要活动是祭祀、迁徙和对土著居民（可能是达罗毗荼人）进行征服。雅利安人在这时的主要祭祀对象是代表自然力量的因陀罗、阿耆尼诸神。在吠陀时代晚期，雅利安人的文化相较以前有了很大发展；他们从早期主要居住的旁遮普移入恒河流域地区。种姓制度在这时大概已经出现。崇拜梵天、毗湿奴、湿婆三大神的婆罗门教代替了敬奉自然神灵的早期吠陀信仰，这种宗教的一个显著特点是抬高祭司阶层（婆罗门）的地位。往世书和印度大史诗描述这一时期雅利安人分成不同的部落集团，而且人民中已经有被称为“罗阇”的领导者出现（王）。敌对的部落集团之间进行频繁的战争，最终形成了为数众多的早期印度国家。在前600年时，印度有不少于20个这样的国家，吠陀时代到这时通常认为已经结束。这一历史时期是所谓的列国时期，因为佛教产生于这一时期，也常称为佛陀时期。列国时代的印度精神生活十分活跃，出现了许多哲学或宗教流派，其中影响最为久远的即是佛教和耆那教。通常称这次思想爆发为“沙门思潮”，新涌现的许多思想潮流的一个共同点是，它们都反对婆罗门在印度社会中的特权地位。

### 波斯人與希臘人的入侵

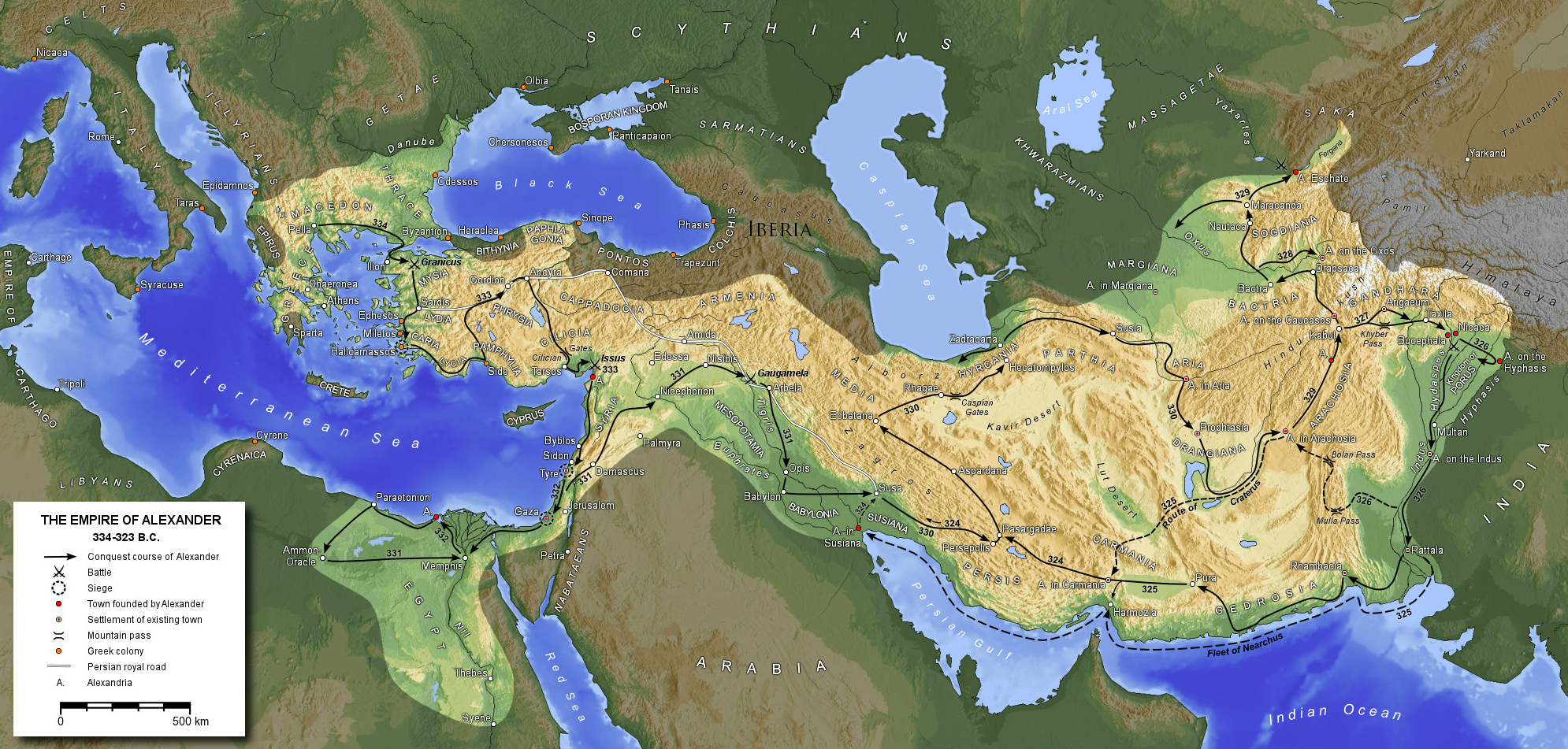
亞歷山大帝國的勢力大約可達印度河

公元前6世纪末期，波斯国王大流士一世征服了今天的巴基斯坦和印度西北部地区。这是有记载的印度雅利安人社会与其它发达文明的第一次政治接触。大流士一世統治的印度次大陸被劃為數個省(satrapy)。在大流士之后侵入印度的是古代歐洲最伟大的征服者马其顿国王亚历山大大帝，波斯帝国的衰弱导致他可以长驱直入亚洲，其兵锋所及最远之处就是印度。亚历山大对印度西北部地区的侵略在印度文献中没有留下任何记载，然而它可能对孔雀王朝的兴起起了助推作用。

### 拉其普特时期
阿拉伯人在8世纪初征服了巴基斯坦和印度西北部的信德，揭开了穆斯林进入南亚的序幕。

## 近现代史

### 殖民地时期
经营英国在印度和巴基斯坦事务的主要实体是不列颠东印度公司，这个商业贸易企业由于莫卧儿帝国的分裂而得以步步蚕食各独立印度王公的领土，最后成为印度和巴基斯坦的实际统治者。

### 印巴分治
第一次世界大战对印度民族主义的发展带来了重大影响。印度精英阶层在战时积极支持英国，希望以此换取民族自治；但英国在战后的行为令他们大失所望。英政府在战争结束后继续执行军管法令，而且还制订了新的镇压法案（罗拉特法）。1919年4月13日发生英军屠杀印度群众的阿姆利则惨案。这些事实使已经成为国大党主要人物的莫罕达斯·卡拉姆昌德·甘地转变了对英政府的态度，并于1920年改组国大党。国大党在两次世界大战之间多次领导反英斗争，其指导方针是甘地提倡的非暴力不合作。然而，印度教徒和伊斯兰教徒之间的分歧也在加深。穆罕默德·阿里·真纳崛起为国大党内的穆斯林领袖，与掌握了印度教群众的甘地分庭抗礼。1928年的尼赫鲁报告因为主要反映了印度教徒的意愿，曾引起穆斯林的强烈反弹。英国当局在1930年至1932年召集全印王公和政治领袖举行了三次伦敦圆桌会议，并于1935年通过了新的印度法案（1935年印度政府法案），在使国大党掌握重大权力的同时也加剧了两派之间的不和。在第二次世界大战中，印度民族运动继续发展。1944年甘地与真纳的会晤以失败告终，而印度穆斯林已经广泛支持建立独立的伊斯兰教国家。二战结束后，英国实力急剧衰落，其在印度的殖民统治已经不可能维持。1946年发生印度皇家海军起义，事件之后英国立刻派遣内阁特使团前来谈判，主要内容在于讨论国大党和穆斯林联盟之间的矛盾以便移交政权。1947年英国提出蒙巴顿方案。根据该方案，巴基斯坦和印度两个自治领分别于1947年8月14日和8月15日成立，英国在印度的统治宣告结束。

### 巴基斯坦伊斯兰共和国
1947年6月，英国公布蒙巴顿方案，同意印巴分治。8月14日，巴基斯坦宣布独立，成立英联邦王国下的巴基斯坦自治領。1956年3月23日，巴基斯坦改自治领为共和国，定国名为巴基斯坦伊斯兰共和国。

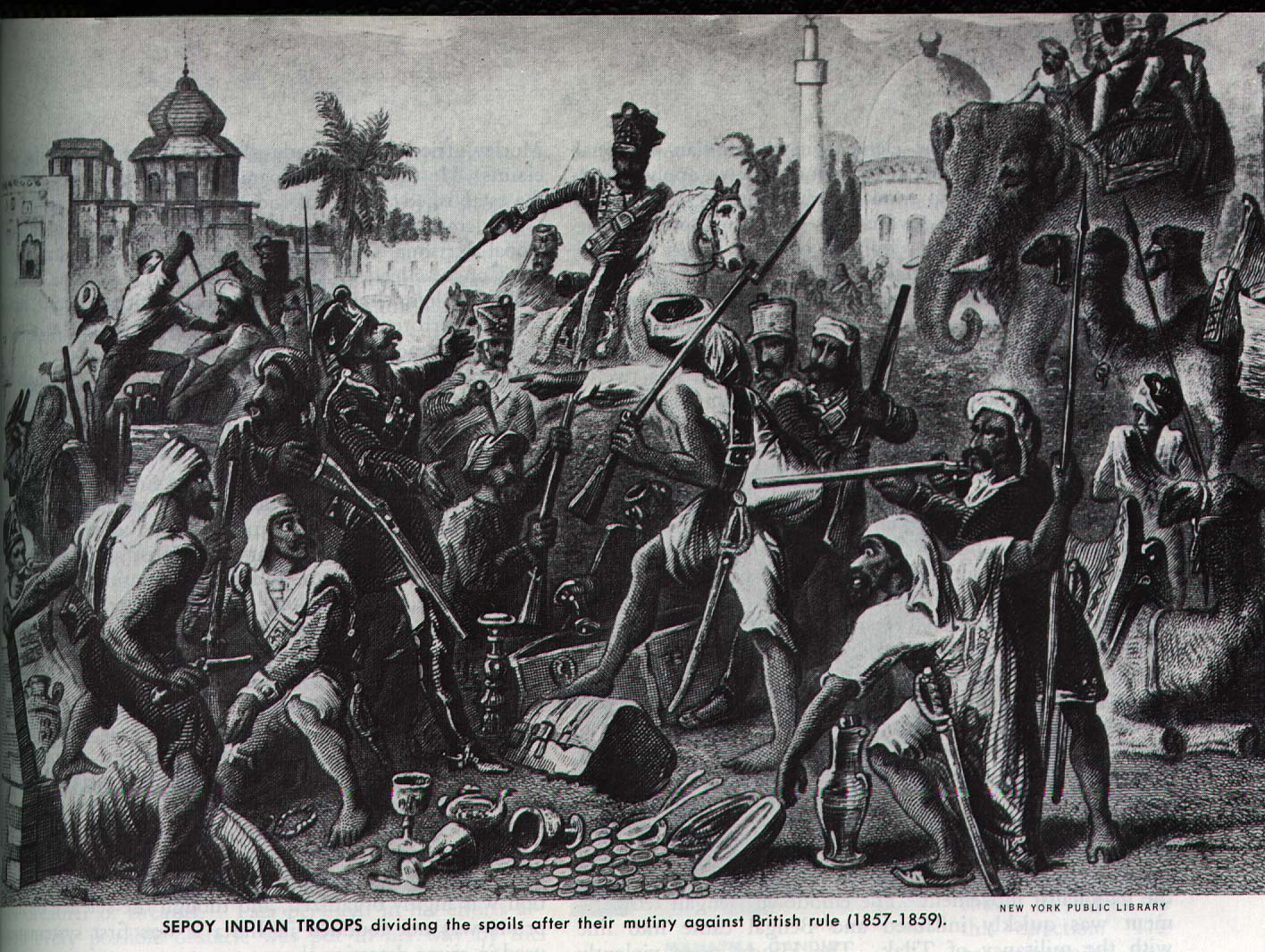
英國殖民壓制戰爭

巴基斯坦独立后，与印度因领土纠纷（即克什米尔问题）于1948年、1965年、1971年在克什米尔地区发生了三次印巴战争。第三次印巴战争直接造成东巴基斯坦独立成为孟加拉国。1972年7月，双方签署了《西姆拉协定》，实现停火。此后双方多次会谈，但未达成任何协议，1989年起，双方不断交火，1998年５月巴基斯坦继印度之后进行了6次地下核试验，使紧张局势加剧。2003年4月，印巴两国先后表达了重新进行对话的意愿，11月25日在实际控制线停火。